# Jolanta Dąbkowska-Zydroń
Jolanta Dąbkowska-Zydroń (ur. 1954, zm. 16 kwietnia 2017) – polska teoretyczka kultury i sztuki, doktor habilitowany nauk humanistycznych, profesor nadzwyczajny Uniwersytetu Artystycznego w Poznaniu.

## Życiorys
Ukończyła studia na Wydziale Nauk Społecznych Uniwersytetu im. Adama Mickiewicza w Poznaniu i 15 grudnia 1986 otrzymała stopień naukowy doktora nauk humanistycznych na podstawie pracy pt. Ruch Phases - jego historia i formy działania. 14 grudnia 1999 habilitowała się na podstawie dorobku naukowego i rozprawy pt. Kulturotwórcza rola surrealizmu.
Została profesorem nadzwyczajnym Uniwersytetu Artystycznego w Poznaniu. 
Była członkinią Międzynarodowego Towarzystwa Estetycznego, Polskiego Stowarzyszenia Edukacji Plastycznej, Ogólnopolskiego Towarzystwa Estetyki, Naukowego Towarzystwa Fotografii. 
Odznaczoną została Złotym Medalem za Długoletnią Służbę. 
Prof. Jolanta Dąbkowska-Zydroń zmarła 16 kwietnia 2017.